# 메이클즈필드 타운 FC
메이클즈필드 타운 풋볼 클럽(Macclesfield Town Football Club)은 잉글랜드 체셔주 메이클즈필드를 연고로 하는 프로 축구 구단이다.

## 역대 감독
| 감독          | 임기        |
| ------------- | ----------- |
| 새미 매킬로이 | 1993 ~ 2000 |
| 폴 인스       | 2006 ~ 2007 |
| 솔 캠벨       | 2018 ~ 2019 |
| 팀 플라워스   | 2020        |